# Cinéma slovaque
Le cinéma slovaque désigne les productions cinématographiques en Slovaquie et/ou en langue slovaque.

## Histoire
Le cinéma tchèque relève d'une autre histoire, et recouvre l'essentiel du cinéma tchécoslovaque.

### Années 1920
Les premiers films, de très courts métrages, sont documentaires, journalistiques (actualités) ou promotionnels.
Le premier film tchécoslovaque de fiction semble être Sněženka z Tatier (Chute de neige dans les Tatras, 1919) d'Olaf Larus-Racek (1893-?), sur le thème d'une jeune femme cherchant sa place dans une ville.
Le premier long-métrage slovaque est Jánošík (1921) de Jaroslav Siakeľ (sk) (1896-1997), met en scène le brigand et héros national slovaque Juraj Jánošík (1688-1713).

### Années 1930
L'absence de studio local et la concurrence des studios de Prague ne facilitent pas les réalisations.
Le Festival international du film de Venise attire la reconnaissance internationale sur le film-poème documentaire Zem spieva (1933, Les chants de la terre), de Karel Plicka (1894-1987).
Le film Jánosik (1936) de Martin Frič (1902-1968) connaît une diffusion mondiale durable, en hommage au brigand héros national slovaque Juraj Jánošík (1688-1713).
Le premier département de cinéma en Tchécoslovaquie, et probablement le troisième en Europe, est ouvert à l'École des arts industriels de Bratislava en 1938. Dirigé par Karel Plicka, il est fermé à l'indépendance de la Slovaquie en 1939.

### Années 1940
Le gouvernement slovaque crée le studio Nástup de réalisation de courts-métrages, et surtout de films d'actualité, durant la guerre.
Dans la Tchécoslovaquie d'après guerre, les studios remaniés deviennent Studios cinématographiques Koliba (sk), et commence la production de longs métrages, dont Vlčie diery (sk) (1948, Trous de loup) de Paľo Bielik (en) (1910-1983).

### Années 1950
L'orientation politique gouvernementale privilégie une certaine approche (réalisme socialiste soviétique), dont témoignent de manière variable quelques films notables : 
- Priehrada (sk) (1950) de Paľo Bielik,
- Jeunes Cœurs (1952) de Václav Kubásek (cs) (1897-1964),
- Paresseux déplacé (1952) de Paľo Bielik,
- Le combat finira demain (sk)[6] (1951) de Miroslav Cikán (1896-1962),
- Katka (sk)[7] (1950), de Ján Kadár (1918-1979),
- Notre Patrie (1953) de Josef Mach (1909-1987).

### Années 1960
La politique de détente permet quelques belles réalisations, influencées par les nouvelles vagues (française et italienne) :
- Le Soleil dans le filet (Slnko v sieti1963) de Štefan Uher (1930-1993),
- Le Boxeur et la mort (sk) (Boxer a smrť) (1962) de Peter Solan (1929-2013) (sur l'Holocauste),
- Le Miroir aux alouettes (Obchod na korze, 1965) de Ján Kadár (1918-1979) et Elmar Klos (1910-1993), Mention spéciale au Festival de Cannes 1965, Oscar du meilleur film international 1966,
- L'Incinérateur de cadavres (Spalovač mrtvol, 1968) de Juraj Herz (1934-2018),
- Les Déserteurs et les Nomades (Zbehovia a pútnici, 1968) de Juraj Jakubisko (1938-),
- Les Oiseaux, les Orphelins et les Fous (Vtáčkovia, siroty a blázni, 1969) de Juraj Jakubisko (1938-),
- 322 de Dušan Hanák (1938-), d'après le code du cancer dans les dossiers médicaux du pays.

### Années 1970
L'invasion de la Tchécoslovaquie par les troupes du Pacte de Varsovie en août 1968 signifie une reprise en main de la cinématographie. Le remarquable film documentaire de Dušan Hanák, Images du vieux monde (Obrazy starého sveta, 1972) évite la politique pour poser la question d'une vie authentique et pauvre, ce qui entraîne l'arrêt rapide de la diffusion. La partie slovaque de la Tchécoslovaquie est quelque peu moins contrôlée qu'à Prague.
Du réalisateur Martin Hollý junior (sk) (1931-2004), Horúcka (Fièvre, 1975) reste le seul film à offrir une réflexion politique sur les positions du Parti en 1968.
Dušan Hanák, avec Rêves en rose (Ružové sny, 1977), propose le premier film long métrage réaliste poétique sur la situation des Roms en Europe centrale.
Martin Ťapák (1926-2015) continue à obtenir des succès honorables, comme Pacho, le bandit de Hybe (sk), parodie du héros slovaque Juraj Jánošík (1688-1713).

### Années 1980
Les années 1980 permettent à des réalisateurs slovaques longtemps bridés de s'épanouir :
- Signum Laudis (en) (1980) de Martin Hollý Jr (sk) (1931-2004),
- Elle faisait paître des chevaux sur le béton (Pásla kone na betóne, 1982) de Štefan Uher (1930-1993),
- L'Assistant (en) (Pomocnik, 1982) de Zoro Záhon (sk) (1943-),
- L'Abeille millénaire (Tisícročná včela, 1983) de Juraj Jakubisko (1938-), avec une dizaine de récompenses,
- Perinbaba (1985) de Juraj Jakubisko,
- La Fontaine de Suzanne (sk) (Fontána pre Zuzanu, 1986) de Dušan Rapoš (sk) (1953-),
- J'aime, tu aimes (Ja milujem, ty milujes, 1989) de Dušan Hanák (1938-)...

### Années 1990
Avec seulement 36 films longs-métrages, la décennie est très décevante : manque d'argent (et de subventions) pour la culture slovaque, scission d'avec la Tchéquie, problèmes économiques et sociaux. Le Koliba Film Studio est privatisé en 1995, sous Vladimír Mečiar. La création en 1999 du Festival international du film de Bratislava marque un espoir de renouveau.
Trois réalisateurs se distinguent.
Martin Šulík (1962-) attire l'attention internationale, mais pas nationale, avec Tout ce que j'aime (Všetko čo mám rád, 1993) et Le jardin (Záhrada, 1995).
Vladimír Balco (sk) (1949-2017) adapte un roman de Peter Pišťanek avec Fleuves de Babylone (en) (1998), possible métaphore de comportements prédateurs à la Meciar.
Juraj Jakubisko réalise à Prague le film le plus cher jamais réalisé en pays tchèque, Un rapport ambigu sur la fin du monde (en) (Nejasná zpráva o konci světa, 1997).

## Synthèse
Le cinéma slovaque englobe un large éventail de thèmes et de styles typiques du cinéma européen. Pourtant, il y a un certain nombre de thèmes récurrents qui sont visibles dans la majorité des œuvres importantes. Ceci inclut notamment les thèmes de la ruralité, des traditions folkloriques, et des festivités populaires. Même dans le domaine de cinéma expérimental, on y trouve souvent une célébration de la nature et de la tradition, comme Dušan Hanák et son film Images du vieux monde (Obrazy starého sveta, 1972). La même chose s'applique à des blockbusters comme Juraj Jakubisko et son Abeille millénaire (Tisícročná včela, 1983). Le pourcentage de comédies, aventures, comédies musicales, de science-fiction des films et des genres similaires est faible par rapport aux drames et aux films historiques, catégorie incluant un sous-ensemble important de regard sur les événements sociaux d'une ou deux décennies précédant le film. L'un d'eux, Le Miroir aux alouettes (obchod na korze, 1965) de Ján Kadar et Elmar Klos, a donné au cinéma slovaque (ainsi que tchèque et tchécoslovaque en général) son premier Oscar. Les films pour enfants a été un genre vivace des années 1960 aux années 1980. Ces films ont été produits principalement avec de petit budget par la Télévision slovaque à Bratislava. Les thèmes des films récents sont la plupart du temps contemporains.
Le centre du cinéma slovaque est le studio Koliba (dont le nom officiel a changé plusieurs fois) à Bratislava. Certains films ont été conçus aux Studios Barrandov à Prague sur des thèmes, des acteurs ou des metteurs en scène slovaques, certains films étant également tourné en slovaque. En raison de l'histoire et des modifications des frontières entre le Royaume de Hongrie et la Tchécoslovaquie, certains films sont facilement revendiqués par l'un et par l'autre, ou appartiennent de façon significative à plus de un cinéma national.
Quelque 350 longs métrages slovaques ont été réalisés dans l'histoire du cinéma de ce pays, dont quelques œuvres remarquables bien reçues par la critique. Ces dernières années, les films slovaques ont souvent été fabriqués (en tout ou en partie) avec des sociétés de production étrangères. Les projets mixtes slovaco-tchèques ont été particulièrement fréquents. L'industrie cinématographique slovaque reste handicapée par le manque de moyens financiers et par un petit public (5,4 millions d'habitants), qui se traduit par un potentiel de films limité.

## Réalisateurs
- Vlado Bahna (de) (1914-1977)
- Pavol Barabáš (en) (1959-)
- Stanislav Barabáš (de) (1924-1994)
- Peter Bebjak (1970-)
- Paľo Bielik (en) (1910-1983)
- Eva Borušovičová (sk) (1970-)
- Igor Ciel (en) (1931-2010)
- Miroslav Cikán (1896-1962)
- George Duroy (1957-)
- Martin Frič (1902-1968)
- Eduard Grečner (sk) (1931-)
- Dušan Hanák (1938-)
- Elo Havetta (sk) (1938-)
- Jozef Heriban (1953-)
- Juraj Herz (1934-2018)
- Martin Hollý junior (de) (1931-2004)
- Juraj Jakubisko (1938-)
- Ján Kadár (1918-1979)
- Robert Kirchhoff (en) (1968-)
- György Kristóf (1982-)
- Otakar Krivánek (sk) (1931-1997)
- Jakub Kroner (en) (1987-)
- Viktor Kubal (sk) (1923-1997)
- Václav Kubásek (cs) (1897-1964)
- Leopold Lahola (sk) (1918-1968)
- Olaf Larus-Racek (1893-?)
- Juraj Lehotský (1975-)
- Andrej Lettrich (sk) (1922-1993)
- Miloslav Luther (en) (1945-)
- Štefan Lux (1888-1936)
- Oleg Makara (en) (1954-)
- Matej Mináč (1961-)
- Juraj Nvota (1954-)
- Tereza Nvotová (1988-)
- Stanislav Párnický (en) (1945-)[15]
- Zuzana Piussi (1971-)
- Dušan Rapoš (sk) (1953-)
- Ivan Reitman (1946-)
- Lukas Ridgeston (1974-)
- Štefan Semjan (sk) (1960-)
- Jaroslav Siakeľ (sk) (1896-1997)
- Miroslav Šindelka (en) (1963-)
- Marko Škop (1974-)
- Peter Solan (1929-2013)
- Martin Šulík (1962-)
- Martin Ťapák (1926-2015)
- Dušan Trančík (en) (1946-)
- Štefan Uher (1930-1993)
- Jaroslav Vojtek (1978-)
- Jozef Zachar (it) (1920-2013)[16]
- Zoro Záhon (sk) (1943-)
- Ján Zeman (sk) (1942-2010)[17]

### Listes et catégories
- (en) Liste chronologique des films tchécoslovaques
- (en) Liste chronologique de films tchèques
- Films slovaques, (en) Liste chronologique de films slovaques
- Réalisateurs slovaques, Scénaristes slovaques, Liste de réalisateurs slovaques (en)
- Acteurs slovaques, Actrices slovaques, Liste d'acteurs slovaques (ro)
- Liste de festivals de films en Slovaquie (en)
- The Sun in a Net Awards, Récompenses Le Soleil dans un filet
- Liste des films tchèques réputés les meilleurs (en)